# Neon Christ
Neon Christ (с англ. — «Неоновый Христос») — американская хардкор-панк-группа из Атланты, штат Джорджия, просуществовавшая с 1983 по 1986 годы.

## История
Группа Neon Christ была сформирована в 1983 году в Атланте. В её состав вошли Рэнди Дюто (вокал), Уильям Дюваль (гитара), Дэнни Ланкфорд (бас-гитара) и Джимми Демер (ударные). На короткое время в 1985 году к музыкантам присоединился второй гитарист Шон Дивайн. Лидером группы был шестнадцатилетний Уильям «Кип» Дюваль, недавно переехавший из Вашингтона и увлекавшийся хардкор-панком. До Neon Christ некоторое время он играл в другой местной группе Awareness Void of Chaos.
Первые концерты панк-группы состоялись в конце 1983 года, когда Neon Christ выступили на разогреве у групп Screamи DDT. Группа записала и выпустила два мини-альбома Parental Suppression и The Knife That Cuts So Deep, первый из которых вышел в качестве отдельной записи, а второй — в составе двойной пластинки на семидюймовом виниле, выпущенной в 1990 году, через четыре года после распада группы. Музыкантам также сумели выбраться за пределы родного города, выступив в Нью-Джерси с местной панк-рок группой Adrenalin O.D. Песня «Ashes to Ashes» вошла в компиляцию International PEACE Benefit Compilation, двойной альбом 1984 года, выпущенный на лейбле R Radical Records, с участием 55 панк-роковых исполнителей со всего мира.
Изначально Neon Christ исполняли треш-метал, но в 1985 существенно сменили стиль, отказались от более раннего материала и стали играть более медленную и тяжёлую музыку. Тексты песен демонстрировали протест группы против политических и общественных событий, происходящих в стране и во всём мире. Музыканты также принимали активное участие в политических акциях и демонстрациях, а также критиковали режим Рейгана.
Neon Christ отыграли последний концерт в феврале 1986 года, после чего группа распалась. Ходили слухи, что расистски настроенные скинхеды использовали фотографию чернокожего Дюваля вместо мишени в местном тире. Лидер группы решил не испытывать судьбу и покинуть город, перебравшись в Санта-Круз и присоединившись к группе Bl’ast! Много лет спустя участники Neon Christ собрались в своём оригинальном составе для одного реюнион-выступления 2 февраля 2008 года в Лоренсвилле, штат Джорджия. Находясь под впечатлением от положительной реакции слушателей, музыканты начали работу над документальным фильмом под названием All Alone Together: Neon Christ и Atlanta Hardcore, режиссёром которого стал Эдгар Джонсон.
По прошествии времени Neon Christ считаются одним из основателей хардкор-панка в Атланте. Наибольшую известность среди всех музыкантов группы получил Уильям Дюваль, который с 2006 года является вокалистом и гитаристом группы Alice in Chains.

## Дискография
- Neon Christ 7'' (1984)
- Neon Christ 2x7'' (1990)